# HMAS Hankow
HMAS Hankow – hulk-węglowiec należący do Royal Australian Navy (RAN) w latach 1913-1932, oryginalnie zbudowany w 1869 jako fregata „City of Hankow”.

## Historia
Fregata „City of Hankow” została wodowana w czerwcu 1869 w stoczni Alexander Stephen and Sons w Glasgow na zamówienie firmy G. Smith and Sons.  Kadłub statku miał konstrukcję mieszaną (composite ship) - żelazną ramę i drewniane poszycie kadłuba.  Mierzył 223 stopy długości, 35 stóp i 2 cale szerokości i 22 stopy i 3 cale zanurzenia (67 x 10,7 x 6,78 m).  Pojemność brutto wynosiła 1249 ton.
W 1900 statek został sprzedany firmie G. J. Robinson i został zarejestrowany w Sydney.  W 1913 statek został zakupiony przez RAN jak węglowiec w bardzie RAN-u na Garden island.  Na pokładzie na pokładzie wzniesiono zastrzały w cel ułatwienia przeładunku węgla.
W 1923 okręt został odholowany na Thursday Island, ale powrócił do służb w Sydney 11 listopada 1927.  Po niewielkim remoncie został ponownie zaciągnięty przez HMAS „Platypus” na Thursday Island 18 stycznia 1929.  W sierpniu 1932 hulk został odholowany do Darwin, gdzie został zatopiony przez HMAS „Albratross” jako cel ćwiczebny.